# Angga Candra
 (juin 2025).
Motif : aucune source permettant de vérifier la notoriété
- Archive Wikiwix
- Bing
- Cairn
- DuckDuckGo
- E. Universalis
- Gallica
- Google
- G. Books
- G. News
- G. Scholar
- Persée
- Qwant
- (zh) Baidu
- (ru) Yandex
- (wd) trouver des œuvres sur Wikidata

| 1. | Préciser le motif de la pose du bandeau. | Précisez le motif de la pose du bandeau en utilisant la syntaxe suivante : {{admissibilité à vérifier\|date=juin 2025\|motif=remplacez ce texte par le motif}}                    |
| 2. | Informer les utilisateurs concernés.     | Pensez à avertir le créateur de l'article, par exemple, en insérant le code ci-dessous sur sa page de discussion : {{subst:avertissement admissibilité à vérifier\|Angga Candra}} |

Angga Candra Lukita (né le 22 janvier 1991), également connu sous le nom d'Angga Candra, est un musicien, auteur-compositeur et chanteur indonésien,,.

## Carrière
Angga Candra a mené une longue carrière de chanteur. Il a rejoint plusieurs groupes, dont Crabypatty, River, Filosofi, Catur et Coffee, avant de former Adipati. Adipati a finalement rejoint Trinity Optima Production. C'est ainsi qu'avec ses cinq amis, il s'est fait connaître dans le monde de la musique indonésienne. L'une des chansons les plus célèbres d'Adipati s'intitule Selimut Jiran. Elle a d'ailleurs été reprise par le groupe Repvblik,,,,.

## Discographie
- Kekasih Bayangan
- Sekecewa itu
- Orang Yang Salah
- Sampai Tutup Usia
- Semua Demi Kamu
- Sudah
- Sandaran Hati
- Pura Pura Lupa
- Terlalu
- Saat Terakhir
- Rindu